# Simparch
Simparch (gegründet 1996 in Las Cruces in New Mexico) ist ein Künstler-Kollektiv. Die aktiven Mitglieder sind Steven Badgett (* 1962, Illinois) und Matthew Lynch (* 1969, Indiana). Zuvor gehörten ihm auch Pat Finlay und Robert Hollinger an. Der Name Simparch ist eine Kombination aus den Worten Simple und Architecture.
„Simparchs „einfache Architektur“, eine Anspielung an SciArch (Southern California Institute of Architecture) vertritt eine Design-Vorstellung, nach der die Form den Bedürfnissen nach besseren Lebensbedingungen folgt und sich nicht dem kapitalistischen Drängen nach Funktionalität, Effizienz, und kosmetischer Erscheinung beugt“.
Simparch schafft meist interaktive Kunstwerke in großem Maßstab zu den Themen Reisen, Freizeit, Grenzmythos und Populärkultur, die sich auch mit einfacher und ortsspezifischer Architektur und Bauweisen beschäftigt. Die verwendeten Materialien sind oft recycled oder stammen aus Abrissen.
Free Basin (2000–2002), eine funktionsfähige, nierenförmige „skate bowl“ aus Sperrholz, die einem Modell von kalifornischen Garten-Swimmingpools nachempfunden ist, wurde 2002 auf der Documenta11 in Kassel gezeigt.

## Arbeiten
- Manufactured Home (1996)
- Hell’s Trailer (1996)
- Free Basin (2000)[7]
- Spec (2001) in Zusammenarbeit mit dem Musiker Kevin Drumm

## Ausgewählte Ausstellungen und Auftragsarbeiten
- drum n basin, A Foundation, Liverpool, UK (2007)
- Gloom and Doom, Cincinnati Contemporary Arts Center, Cincinnati (2006)
- Hothouse, Tate Modern, London, UK (2005)
- Dirty Water Initiative, inSite_05, San Diego/Tijuana (2005)
- Whitney Biennial, Whitney Museum of American Art, New York (2004)
- Yerba Buena Center for the Arts, San Francisco (2004)
- Clean Livin’, Permanent installation for Center for Land Use Interpretation. Wendover (Utah) (2003)
- Session the Bowl. Deitch Projects, New York City (2002)
- Documenta XI, Kassel, Free Basin and Spec (2002)
- Mood River - Wexner Center for the Arts, Columbus (Ohio). (2002)